# Raúl Apold

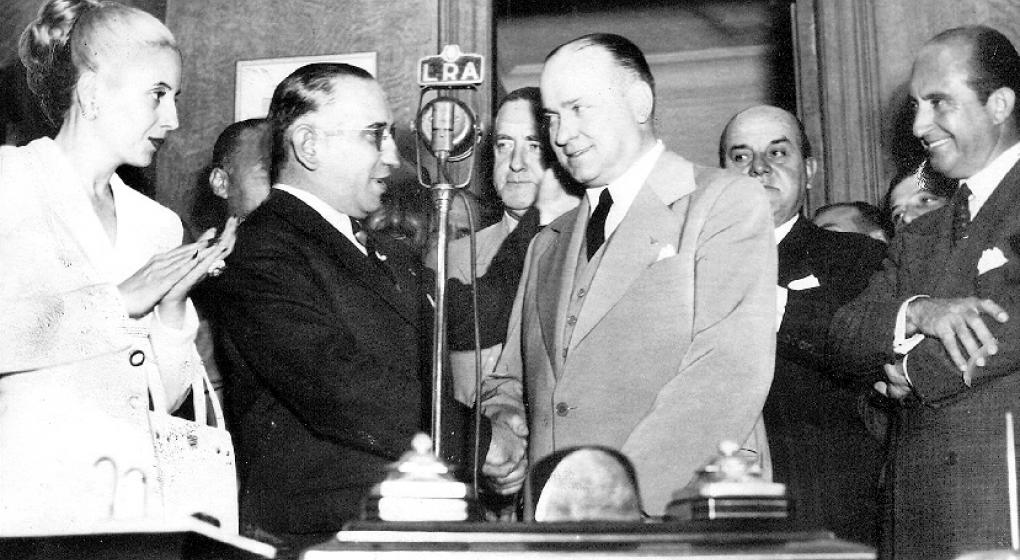
Eva Perón, Ángel Borlenghi, Raúl Apold en Juan Perón

Raúl Alejandro Apold (Buenos Aires, 1898 – aldaar, 1980) was een Argentijns journalist, filmproducent, hoge ambtenaar en politicus.
Apold, een gereserveerde maar efficiënte man, een trouwe luitenant van Juan Domingo Perón, trad in 1947 in dienst bij het Onder-Secretariaat van Pers en Omroep na een carrière in de journalistiek en de filmindustrie. Twee jaar later werd hij benoemd tot hoofd van het Onder-Secretariaat en hij bleef deze functie bekleden tijdens Peróns eerste en tweede presidentschap. In deze hoedanigheid werkte hij als strateeg en ontwerper van het communicatie- en filmondersteuningsbeleid van het Peronistische regime; in het bijzonder was hij verantwoordelijk voor de planning en enscenering van de oprichtingsgebeurtenissen en mythen van het Peronisme, met name de dag van 17 oktober, de mythische figuur van Evita en haar afzwering. Daartoe beschikte hij - naast zijn intermenselijke vaardigheden en zijn veelzijdige talenten als lobbyist, communicator en publicist - over het gehele staatsapparaat, met inbegrip van meer dan duizend ambtenaren die in zijn dienst werkten. Apold had ook een grote bevoegdheid om te beslissen over de wetgeving inzake de bioscoop, een medium dat hij handig gebruikte als propagandamiddel, en hij was het die alle politieke slogans van de Peronisten bedacht. Het werk van de journalist Silvia Mercado belichtte zijn directe betrokkenheid bij de dood van Evita's broer, Juan Duarte, wiens levensstijl en beruchte corruptie hij vreesde dat uiteindelijk een schaduw over de líder zou werpen.
In 1954 organiseerde hij het eerste Internationaal filmfestival van Mar del Plata.
- Bibliothèque nationale de France: cb18083868g (data)
- Gemeinsame Normdatei: 1063981123
- International Standard Name Identifier: 0000 0004 0319 0102
- Library of Congress Control Number: no2013049303
- Virtual International Authority File: 299730774
- WorldCat: E39PBJyX4g9RyqKw4Yfxpymcfq